# Estación de Salses
La estación de Salses es una estación ferroviaria francesa de la línea Narbona - Portbou, situada en la comuna de Salses-le-Château, en el departamento de los Pirineos Orientales, en la región de Languedoc-Rosellón. Por ella transitan únicamente trenes regionales.  

## Situación ferroviaria
La estación se sitúa en el PK 449,966 de la línea férrea Narbona - Portbou. En dirección al sur, y tras pasar la estación, la línea férrea a de superar el río Agly, gracias a un puente de 408 metros de longitud.

## Historia
La estación fue inaugurada el 20 de febrero de 1858 por la Compañía de Ferrocarriles del Mediodía. En 1935, la compañía que disponía de la concesión inicial fue absorbida por la Compañía de Ferrocarriles de París a Orléans dando lugar a la Compañía PO-Mediodía. Dos años después, la explotación pasó a manos de la SNCF.

## La estación
Esta estación posee dos andenes laterales y dos vías. El pequeño edificio para viajeros, de dos plantas, ha sido cerrado por lo que la parada se configura como un apeadero. Dispone de máquinas expendedoras de billetes. 

## Servicios ferroviarios

### Regionales
Los TER cubren los siguientes trayectos:
- Línea Toulouse ↔ Cerbère
- Línea Narbona / Nîmes / Aviñón ↔ Cerbère